# Newton Reigny
Newton Reigny – wieś w Anglii, w Kumbrii, w dystrykcie (unitary authority) Westmorland and Furness. Leży 27 km na południe od miasta Carlisle i 394 km na północny zachód od Londynu. W 1931 roku civil parish liczyła 168 mieszkańców.